# Манохин, Василий Михайлович
Васи́лий Миха́йлович Мано́хин (25 ноября 1923 — 22 июня 2017, Саратов) — советский и российский учёный-юрист, доктор юридических наук (1963), профессор, заведующий кафедрой административного права Саратовской государственной юридической академии, участник Великой Отечественной войны. Заслуженный деятель науки РСФСР (1979).

## Биография
Василий Михайлович Манохин родился в селе Чистовка Умётского района Тамбовской области в 25 ноября 1923 года.
- 21 июня 1941 года — окончание Кирсановского педагогического училища в Тамбовской области.
- 23 июня 1941 года — 21 августа 1946 года — учёба в артиллерийском училище, участие в Великой Отечественной войне в составе 1072-го истребительного противотанкового артиллерийского полка 21-й армии командиром батареи, войну окончил в звании капитана.
- 1947 год — 1950 год — учёба в Саратовском юридическом институте им. Д. И. Курского.
- 1950 год — 1953 год — учёба в аспирантуре.
- 1954 год — защита диссертации на соискание ученой степени кандидата юридических наук на тему «Роль советских депутатов трудящихся в хозяйственно-организаторской и культурно-просветительской деятельности советского государства в послевоенный период» под руководством кандидата юридических наук, доцента Югая Александра Фомича.
- 1960 год — основание кафедры административного права.
- 1960 год — 1998 год — заведующий кафедрой административного права.
- 1963 год — защита диссертации на соискание ученой степени доктор юридических наук на тему «Основы правовой организации аппарата управления советского государства в условиях развернутого строительства коммунизма».
- 1998 год — 2017 год — профессор кафедры административного права.

За годы работы Манохиным В. М. подготовлено более 30 кандидатов юридических наук, 4 из которых в дальнейшем стали докторами наук. Более 20 лет состоял в редколлегии журнала «Правоведение», являлся членом научно-методического совета Минвуза СССР, научно-консультативного совета Высшего арбитражного суда Российской Федерации и Совета Федерации Федерального Собрания Российской Федерации. В. М. Манохиным опубликовано более 120 научных работ.
Умер 22 июня 2017 года в Саратове.

## Награды

### Награды СССР и Российской Федерации
- Орден Александра Невского
- Орден Красной Звезды
- Орден Отечественной войны II степени
- Орден Отечественной войны I степени
- Орден Почёта
- Медаль «За победу над Германией в Великой Отечественной войне 1941—1945 гг.»
- Медаль «Двадцать лет Победы в Великой Отечественной войне 1941—1945 гг.»
- Медаль «50 лет Вооружённых Сил СССР»
- Медаль «Тридцать лет Победы в Великой Отечественной войне 1941—1945 гг.»
- Медаль «60 лет Вооружённых Сил СССР»
- Медаль «Сорок лет Победы в Великой Отечественной войне 1941—1945 гг.»
- Медаль «70 лет Вооружённых Сил СССР»
- Медаль «50 лет Победы в Великой Отечественной войне 1941—1945 гг.»
- Медаль «60 лет Победы в Великой Отечественной войне 1941—1945 гг.»
- Медаль «65 лет Победы в Великой Отечественной войне 1941—1945 гг.»
- Медаль «70 лет Победы в Великой Отечественной войне 1941—1945 гг.»
- Заслуженный деятель науки РСФСР (1979)
- Почётный работник высшего профессионального образования Российской Федерации

### Региональные награды
- Почетный знак Губернатора Саратовской области «За любовь к родной земле»
- Почетная грамота губернатора Саратовской области

### Иностранные награды
- Медаль «Заслуженным на поле Славы» III степени (Польша)

## Избранные публикации

### Авторефераты диссертаций
- Манохин В. М. Роль советских депутатов трудящихся в хозяйственно-организаторской и культурно-просветительской деятельности советского государства в послевоенный период: автореф. дисс. к.ю.н.. — М.: Академия наук СССР. Институт права., 1954. — 14 с.
- Манохин В. М. Основы правовой организации аппарата управления советского государства в условиях развернутого строительства коммунизма: автореф. дисс. д.ю.н.. — М.: Московский государственный университет им. М. В. Ломоносова. Юридический факультет., 1963. — 25 с.

### Книги
- Манохин В. М. Органы советского государственного управления (Вопросы формирования). — Саратов: Изд-во Саратовского университета, 1962. — 162 с.
- Манохин В. М. Порядок формирования органов государственного управления. — М.: Госюриздат, 1963. — 183 с.

- Манохин В. М. Советская государственная служба. — М.: Юридическая литература, 1966. — 195 с.
- Манохин В. М. Конституционные основы советского административного права. — Саратов: Издательство Саратовского университета, 1983. — 216 с.
- Манохин В. М., Адушкин Ю. С., Багишаев З. А. Российское административное право. Учебник. — М.: Юристъ, 1996. — 472 с. — ISBN 5-7357-0003-0.
- Манохин В. М. Служба и служащий в Российской Федерации. Правовое регулирование. — М.: Юристъ, 1997. — 296 с. — ISBN 5-7357-0088-X.

### Статьи
- Манохин В. М. Со школьной скамьи — в бой // Административное право и процесс : журнал. — М., 2013. — № 11. — С. 35—39.
- Манохин В. М. К характеристике централизованных и децентрализованных (оперативных) функций государственного управления // Правоведение : журнал. — М., 1967. — № 7. — С. 95—98.

## Память
Его именем названа кафедра административного и муниципального права Саратовской государственной юридической академии.

### Биография
- Аникин С. Б. 90-летие профессора Василия Михайловича Манохина // Административное право и процесс : журнал. — М., 2013. — № 11. — С. 2.
- Конин Н. М., Маторина Е. И. Василию Михайловичу Манохину — учителю (к 90-летию со дня рождения) // Вестник СГЮА : журнал. — Саратов, 2013. — № 6. — С. 12—14.
- Юбилей Василия Михайловича Манохина: К 80-летию со дня рождения // Правовая политика и правовая жизнь : журнал. — 2003. — № 4. — С. 214—215.
- Поздравляем Василия Михайловича Манохина // Правоведение : журнал. — 1998. — № 4. — С. 223.
- Адушкин Ю. С., Аникин С. Б., Дугенец А. С. и др. Мы будем помнить… // Административное право и процесс : журнал. — 2017. — № 7. — С. 88.

### Критика
- Козлов Ю. М. В. М. Манохин. Органы советского государственного управления (Вопросы формирования), изд. Саратовского университета, 1962, 162 с.: (Рецензия) // Советское государство и право : журнал. — 1963. — № 11. — С. 124—126.
- Кан А. Д., Корнеев А. П., Николаева Л. А. и др. В. М. Манохин. Советская государственная служба. М., Изд. «Юридическая литература», 1966, 195 стр.: (Рецензия) // Правоведение : журнал. — 1967. — № 6. — С. 128—129.
- Ковалёва Н. Н. Вопросы взаимосвязи административно-правового регулирования и использование информационных технологий в трудах профессора В. М. Манохина // Административное право и процесс : журнал. — 2013. — № 11. — С. 46—48.
- Аникин С. Б. Вопросы федеративной организации исполнительной власти в трудах профессора В. М. Манохина // Административное право и процесс : журнал. — 2013. — № 11. — С. 43—46.
- Шергин А. П. О научном творчестве профессора Василия Михайловича Манохина (к 90-летнему юбилею) // Административное право и процесс : журнал. — 2013. — № 11. — С. 40—43.
- Аникин С. Б. О некоторых вопросах развития современного административного права (к 95-летию со дня рождения профессора В. М. Манохина) // Административное право и процесс : журнал. — 2018. — № 11. — С. 6—9.
- Старилов Ю. Н. О современной теории административного права России, гранях творчества и личности (размышления в преддверии 90-летнего юбилея профессора Василия Михайловича Манохина) // Административное право и процесс : журнал. — 2013. — № 11. — С. 9—35.